# 1-Méthylguanine
La 1-méthylguanine est une base nucléique purique dérivée de la guanine par méthylation. Elle est présente naturellement dans certains ARN de transfert et ARN ribosomiques sous forme de 1-méthylguanosine.